# Nymphalis astrida
Nymphalis astrida är en fjärilsart som beskrevs av Derenne 1926. Nymphalis astrida ingår i släktet Nymphalis och familjen praktfjärilar. Inga underarter finns listade i Catalogue of Life.